# Xanthorhoe albodivisa
Xanthorhoe albodivisa là một loài bướm đêm trong họ Geometridae.